# Allerheiligen (Leinach)

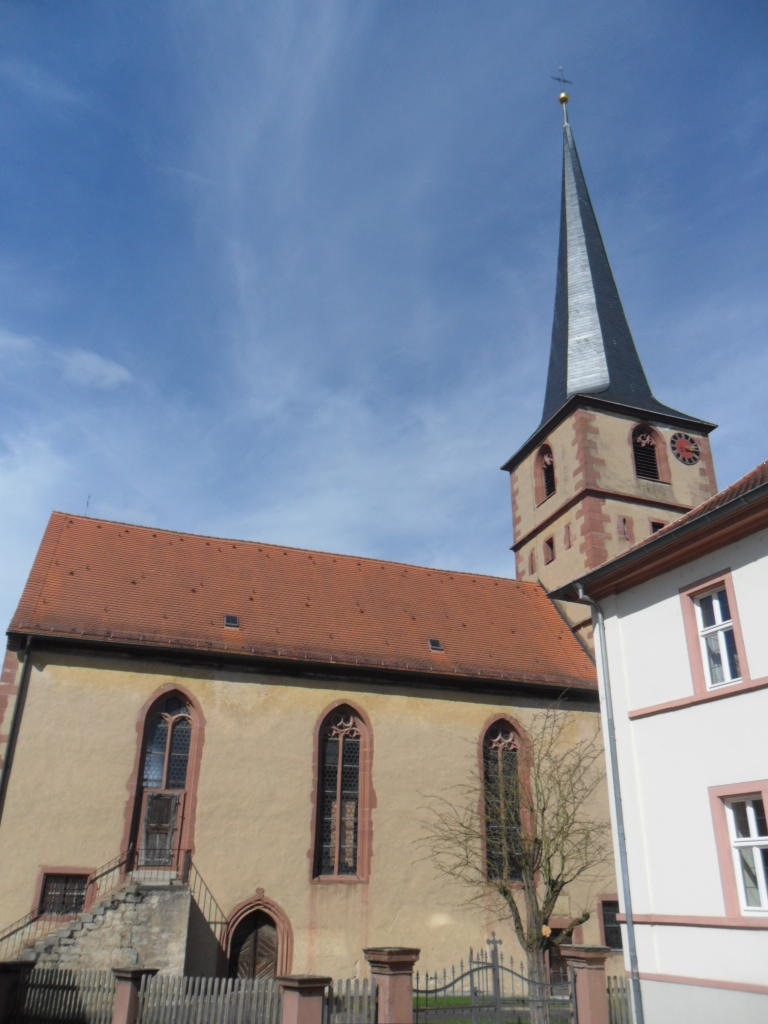
Allerheiligen

Die innerhalb des Geländes des ehemaligen Fronhofs in Leinach (Unterleinach) gelegene Kirche Allerheiligen hatte ursprünglich (belegt 1297 als Pfarrkirche zur seligen Jungfrau Maria und St. Burkard) das Patrozinium „Beate Marie Virginis und Burkhard“. Weil das Würzburger Kloster St. Burkard bereits 1160 Zehentrechte in Unterleinach und Oberleinach hatte, ist St. Burkard als Pertinenzpatrozinium neben dem der Jungfrau Maria zu verstehen.
Da bereits für das Jahr 1186 ein Pfarrer von Unterleinach belegt ist, gehört die als ehemalige Hauptkirche des Leinachtals geltende Pfarrkirche in „Lynach“ zu den ältesten Kirchen der Diözese Würzburg. Die Pfarrei Unterleinach wurde 1356 dem Kloster St. Burkard in Würzburg inkorporiert.
Ihren mächtigen, zum Schutz des Dorfes während des Bürgerkrieges zwischen den Grafen von Wertheim, den Herren von Thüngen und dem Bischof von Würzburg als Wehrturm gebauten Chorturm erhielt die Kirche St. Maria und St. Burkard im Jahr 1419 durch den vom über Unterleinach verfügenden Grafen Johann II. von Wertheim beauftragten Meister Richtenstein. Zugleich wurde sie unter ihrem Bauherrn, dem aus Wertheim stammenden Pfarrer Hermann Verber, zu einer Wehrkirche mit Zwinger und 19 Gaden, kleinen, den auch als Dorfgerichtsplatz („Malplatz“) dienenden Kirchhof umgebenden Häuschen innerhalb der mit Graben (Zwinger) und Mauern geschützten Kirchenburganlage, die sich wohlhabende Einwohner errichten ließen und in Kriegszeiten als Vorrats- und Fluchthäuschen dienten. Das ruinöse Pfarrhaus dieser ursprünglichen Marienkirche wurde unter ihrem auch als Lehrer tätigen Pfarrer Sebastian Wüst, der von 1572 bis zu seinem Tod im Jahr 1606 Pfarrherr im Leinachtal war, 1580 neu errichtet.
Im Jahr 1608 wurde die damalige Pfarrkirche St. Maria und St. Burkard vergrößert und am 31. Oktober 1610 von dem Weihbischof Eucharius Sang geweiht. Ab 1669 hieß sie Allerheiligen. Im Volksmund wurde sie, nach dem 1608/1609 von dem Würzburger Maurer Hans Heymüller im Auftrag des Fürstbischofs Julius Echter um ein steinernes Geschoss und 1612 eine hohe „Echterspitze“ erweiterten Chorturm, „Julius-Echter-Kirche“ oder „Echterkirche“ genannt. 
Von 1723 bis 1760 wurde der Innenraum der Kirche mit Hilfe des begüterten Pfarrherrn Franz Nikolaus Wenzeslaus Hannbaum und ab 1741 durch dessen bis 1760 in Unterleinach tätigen, ebenfalls begüterten Nachfolger Johann Ludwig Limburg († 1779 in Karlstadt) im Stil des Rokoko umgestaltet. Limburg ließ ein neues steinernes, möglicherweise aus der von Tietz übernommenen Werkstatt Auweras stammendes Kruzifixbild und eine (heute nicht mehr existente) Ölberggruppe anfertigen. Das Kruzifixbild stellt das älteste barocke Friedhofskreuz Leinachs dar und wurde inzwischen vor dem neuen Pfarrzentrum aufgestellt. Die Kirche verfügte über einen Hochaltar mit zwei großen Engelsfiguren von Johann Wolfgang von der Auwera und zwei Tafelbildern von dem Barockmaler Michael Wolkert sowie einen Altar von Ferdinand Dietz. Die beiden Rokoko-Altäre wurden zwischen 1741 und 1760 von den Würzburger Hofbildhauern Auwera und Tietz geschaffen. Die Tietz-Figuren der Seitenaltäre gelangten zwischen 1863 und 1899 an das Würzburger Luitpold-Museum, wo sie 1945 verbrannten. Den Altaraufbau, zu dem Auwera, wie Hans-Peter Trenschel, der Direktor des Mainfränkischen Museums in Würzburg, im November 1998 feststellte, seine zwei großen Engelsfiguren sowie zwei kleine Engelsköpfchen schuf, wurde 1743 von dem Würzburger Schreiner Benedikt Schlecht gefertigt. 
Von 1861 bis 1892 wurde die Kirche mit gemalten Kreuzwegstationen, verschiedenen Heiligenstatuen, Tabernakeln und (1888) einer neuen Kirchenorgel ausgestattet. Im Jahr 1931 wurde die Kirche renoviert, wobei die Wandmalereien über den Seitenaltären umgestaltet und von dem Würzburger Maler W. Jacob übermalt wurden. 
Die mittlere und große der drei Glocken der alten Pfarrkirche wurde von Karl Czudnochowsky 1952 in Erding gegossen, die kleine Glocke bereits 1931 in Kempten. Eine weitere Restaurierung erfolgte 1958.
Ab 1976 wurde der zwischen Ober- und Unterleinach auf der Gemarkung Oberleinach errichtete Kirchenneubau Communio Sanctorum die Pfarrkirche Unterleinachs, wo heute unter anderem die großen Engel Auweras in der gleichnamigen Kirche zu finden sind. Die Kirche Allerheiligen war 1975 zunächst aufgegeben worden, bis sie nach den ab 1995 erfolgten Bemühungen des Pfarrers Albin Krämer 1998, unterstützt von dem im selben Jahr gegründeten Förderverein „Julius-Echterkirche“ wieder als Kirchenraum für die Gemeinde zur Verfügung gestellt wurde.